# Alt Diesdorf 41

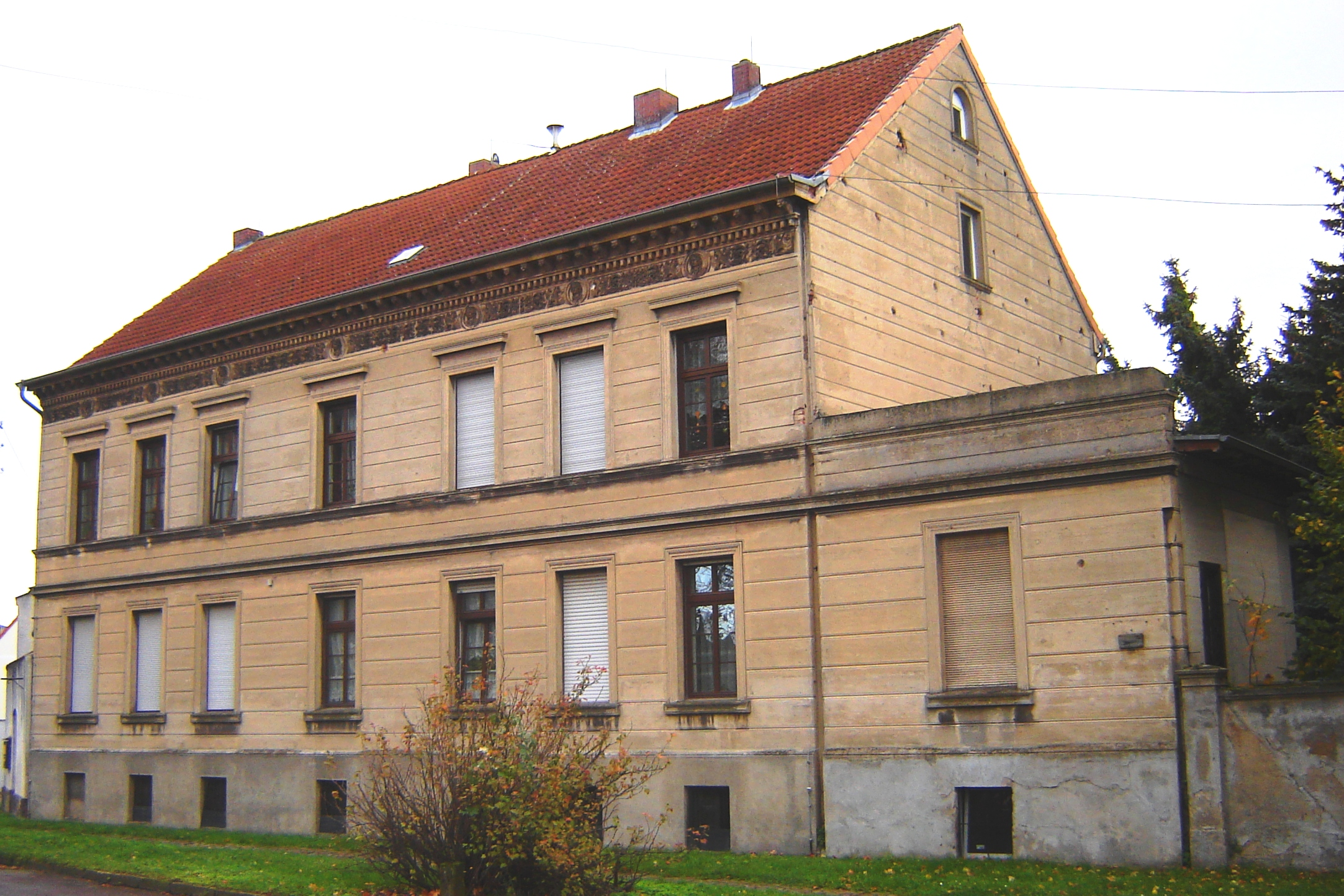
Haus Alt Diesdorf 41 im Jahr 2013

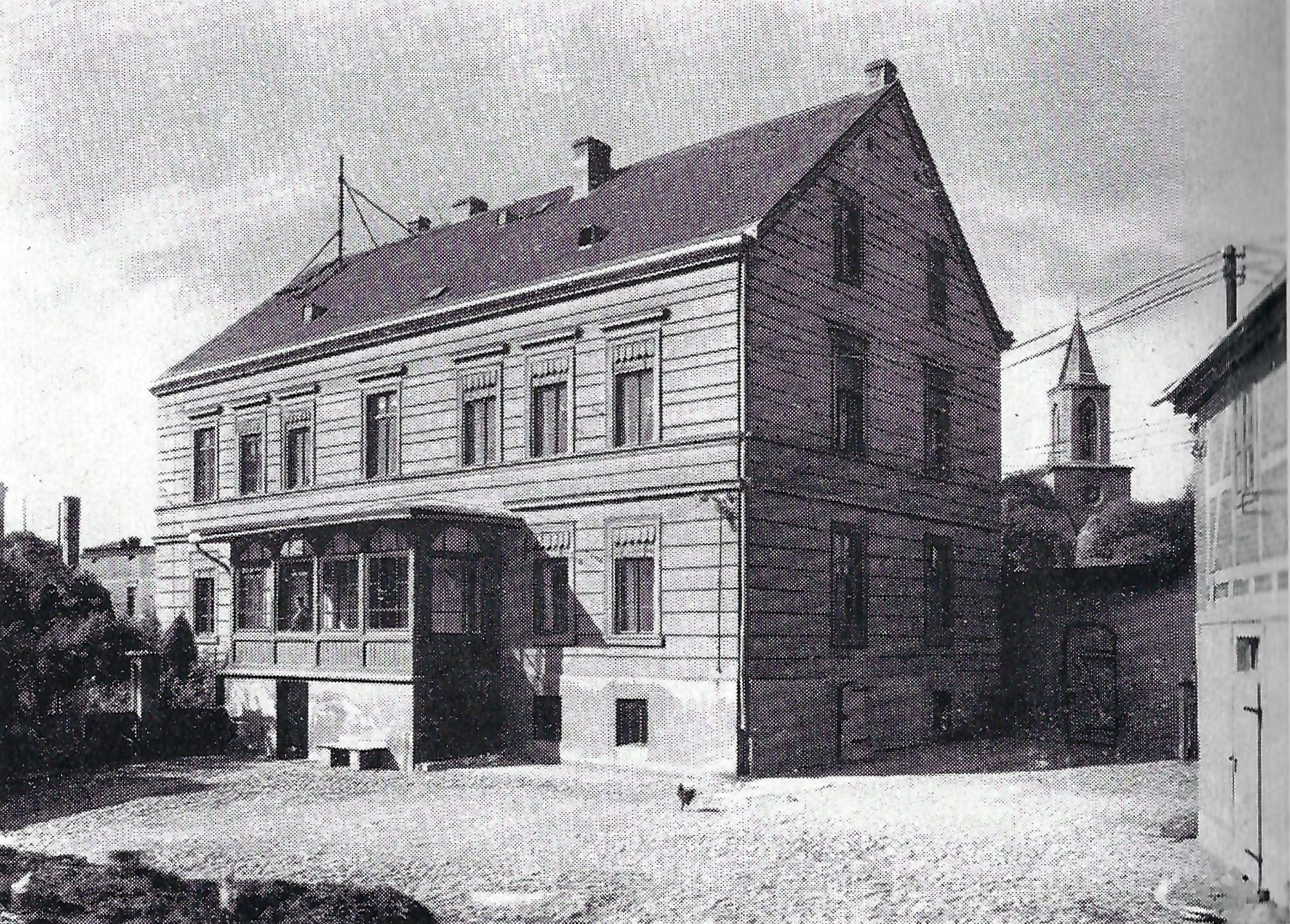
Hofseite des Wohngebäudes im Jahr 1934 oder früher

Alt Diesdorf 41 ist ein denkmalgeschützter Bauernhof im Magdeburger Stadtteil Diesdorf in Sachsen-Anhalt.

## Lage
Der Hof befindet sich im Ortskern von Diesdorf auf der Westseite der Straße Alt Diesdorf, unmittelbar westlich des Platzes Am Denkmal. Der Bauernhof gehört zugleich zum Denkmalbereich Alt Diesdorf 41, Am Denkmal 1–5.

## Architektur und Geschichte
Das traufständig zur Straße ausgerichtete Wohnhaus des großen Vierseitenhofs entstand im zweiten Viertel des 19. Jahrhunderts. Die siebenachsige Fassade des zweigeschossigen Baus ist verputzt und im Stil des Spätklassizismus gegliedert. An der Traufe befindet sich ein feines Stuckfries. Bedeckts ist das Wohnhaus von einem Satteldach. Zum Hof gehört neben ebenfalls im 19. Jahrhundert entstandenen Wirtschaftsbauten auch eine große Toranlage. 
Zumindest in den 1930er Jahren wurde der Hof vom landwirtschaftlichen Betrieb Reinhold Köhler genutzt.
Im örtlichen Denkmalverzeichnis ist der Bauernhof unter der Erfassungsnummer 094 82527 als Baudenkmal verzeichnet.
Der Bauernhof gilt als Beispiel für einen Großbauernhof aus der Mitte des 19. Jahrhunderts und Zeugnis der Landwirtschaft in der Magdeburger Börde in der Früh- bzw. Hochgründerzeit.